# Martha Beatriz Roque
Marta Beatriz Roque Cabello (sinh 16 tháng 5 năm 1945) là nhà kinh tế học và nhà bất đồng chính kiến người Cuba. Bà là người sáng lập và là giám đốc "Viện các nhà kinh tế học độc lập Cuba".

## Hoạt động chính trị
Roque đã bị giam tù nhiều lần vì chống đối mạnh mẽ các vụ vi phạm nhân quyền của chính phủ Cuba. 

### Tổ quốc thuộc về mọi người
Năm 1997, bà xuất bản bài khảo luận "The Homeland Belongs to All" (Tổ quốc thuộc về mọi người)  Lưu trữ ngày 7 tháng 2 năm 2012 tại Wayback Machine trong đó thảo luận về tình trạng nhân quyền ở Cuba và kêu gọi việc cải cách chính trị và kinh tế. Bà bị giam tù từ tháng 7 năm 1997 tới tháng 5 năm 2000 sau khi bị kết án là "xúi giục nổi loạn", vì đã viết tài liệu này.

### Mùa xuân đen 2003
Tháng 3 năm 2003, bà và 74 nhà bất đồng chính kiến khác bị bắt trong vụ mùa xuân đen. Ngày 3 tháng 4 năm 2003, Roque bị truy tố ra tòa án xét xử và bị kết án 20 năm tù vì tội được cho là tham gia "các hoạt động nhằm phá vỡ trật tự công cộng của nhà nước Cuba, gây mất ổn định và phá hoại nền độc lập của quốc gia" cùng tội nhận "số tiền tài trợ lớn của chính phủ Hoa Kỳ". Vụ xử này đã bị nhiều tổ chức phi chính phủ chỉ trích, cho rằng nó không đáp ứng được các tiêu chuẩn công bằng ngay thẳng quốc tế. Sau vụ xử, tổ chức Ân xá Quốc tế đã công nhận bà là một tù nhân lương tâm.
Ngày 22.7.2004, bà đã được thả cách bất ngờ vì sức khỏe bị suy giảm. Tuy nhiên, sau đó bà bị bắt giam lại, vì việc tạm tha chỉ giới hạn trong thời gian bà bị bệnh trầm trọng.

## Hội nghị xúc tiến xã hội dân sự tại Cuba
Năm 2005, bà thành lập Hội nghị xúc tiến xã hội dân sự tại Cuba (Asamblea para Promover la Sociedad Civil en Cuba), một liên minh gồm khoảng 365 tổ chức phi chính phủ. Hiện nay bà làm giám đốc tổ chức này.

## Tổ chức Ân xá Quốc tế
Theo Tổ chức Ân xá Quốc tế, từ khi được thả ra khỏi nhà tù, Roque đã bị các nhân viên an ninh và các người ủng hộ chính phủ gây phiền nhiễu rất nhiều.

## Giải thưởng
- Năm 2002 bà được trao "Giải Nhân quyền Heinz R. Pagels của các nhà khoa học" (Heinz R. Pagels Human Rights of Scientists Award) của Viện Hàn lâm Khoa học New York (New York Academy of Sciences).
- Năm 2007, bà được đề cử cho Giải Nobel Hòa bình